# Zakład Samochodów Dostawczych
Zakład Samochodów Dostawczych – przedsiębiorstwo położone w Nysie produkujące samochody dostawcze. Do 1986 roku samodzielne przedsiębiorstwo, o nazwie Fabryka Samochodów Dostawczych (FSD), następnie zakład FSO z Warszawy.

## Historia

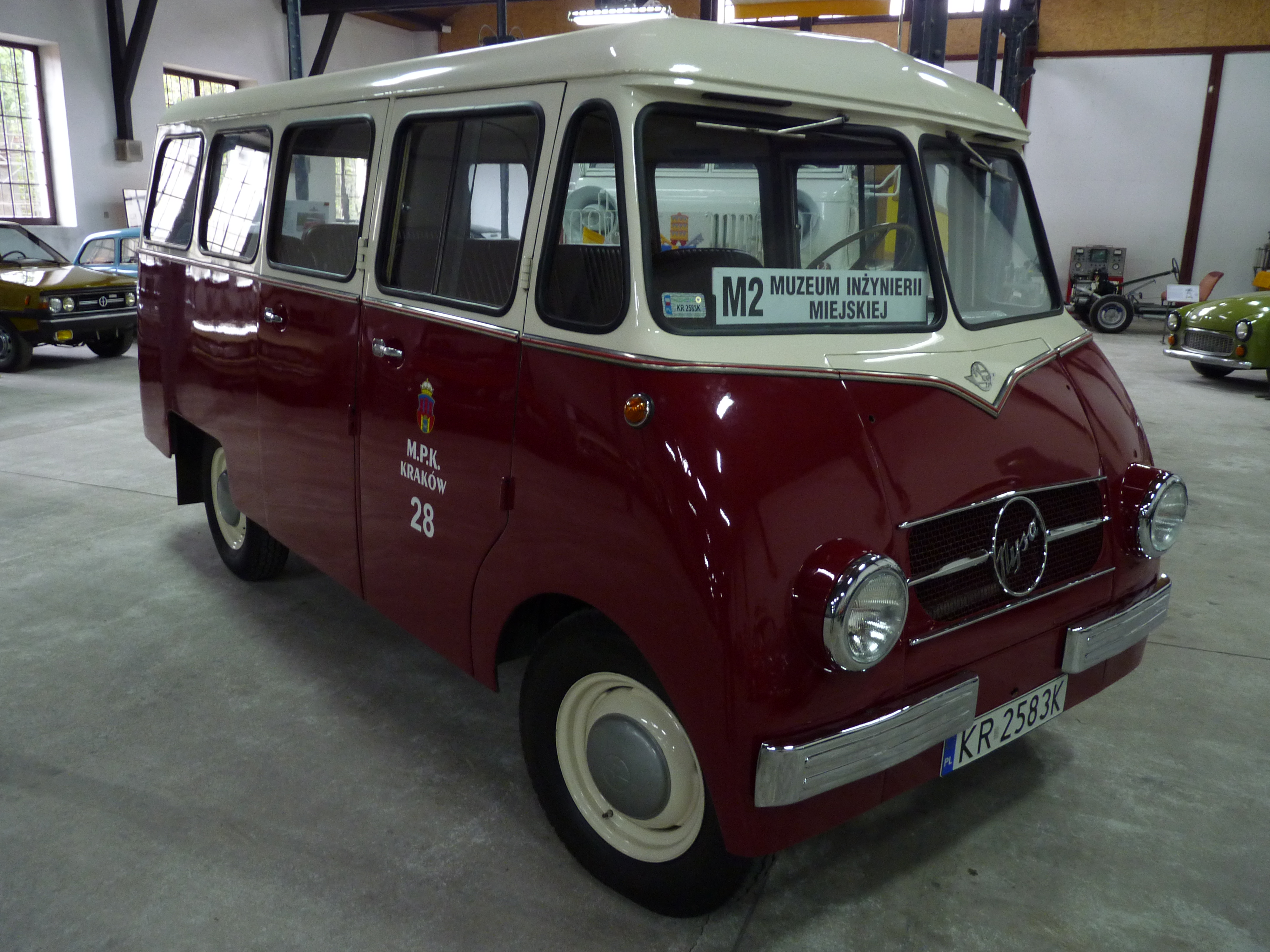
ZSD Nysa N59M (eksponat w Muzeum Inżynierii i Techniki w Krakowie)

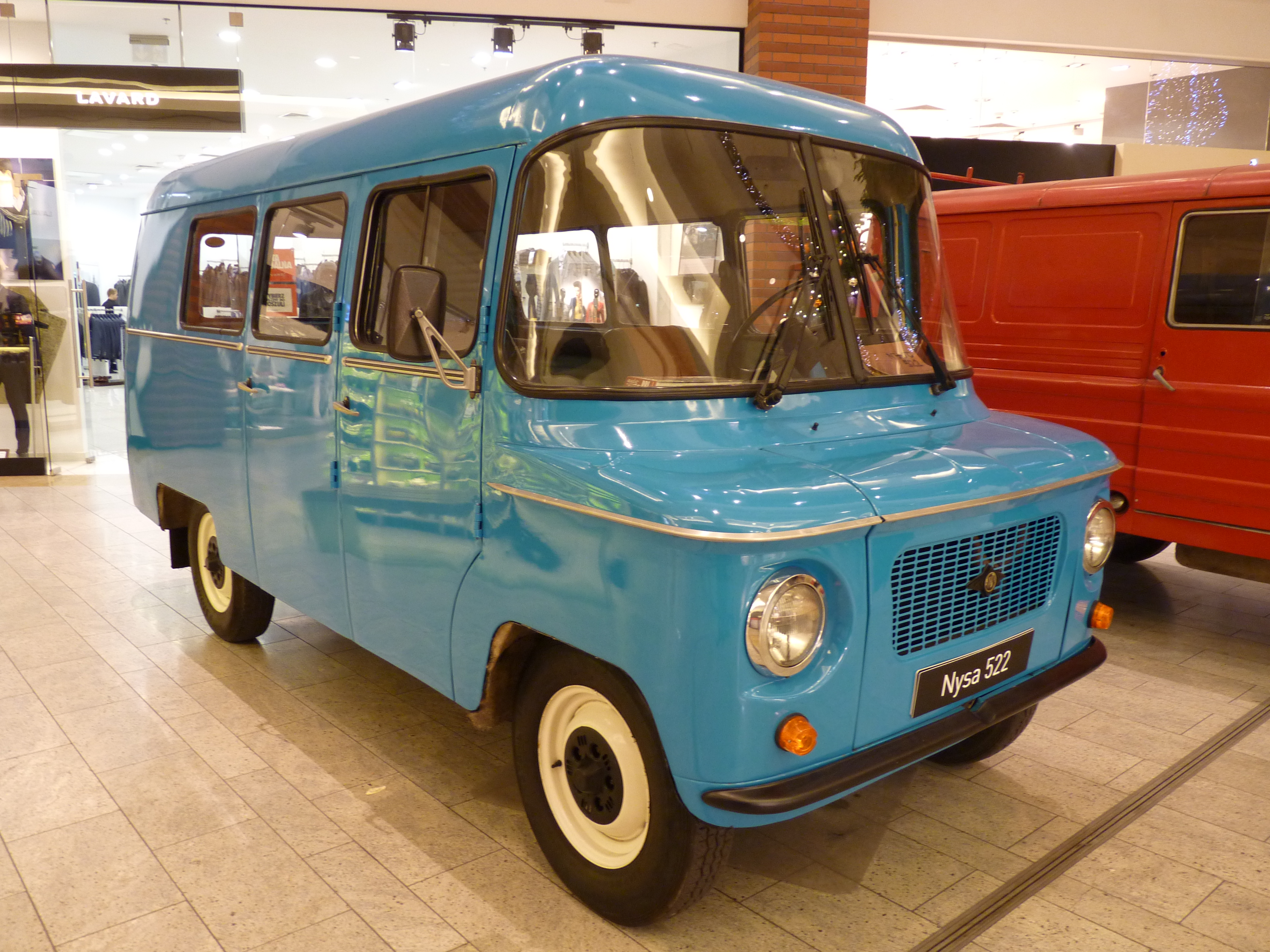
ZSD Nysa 522

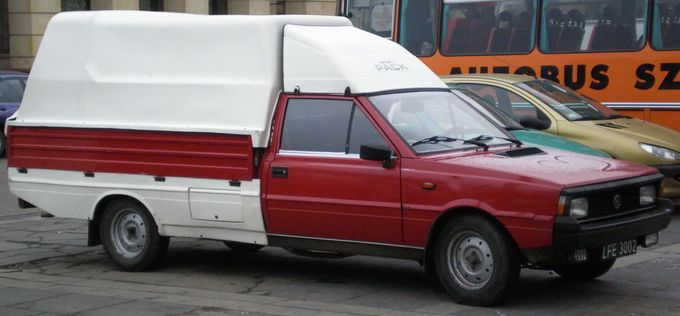
FSO Polonez Truck LB

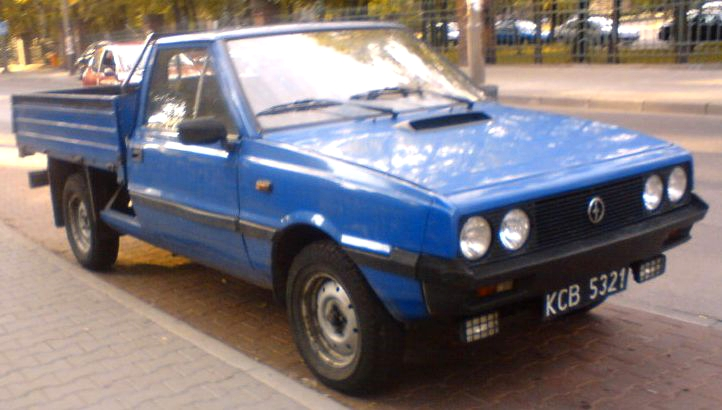
FSO Polonez Truck ST

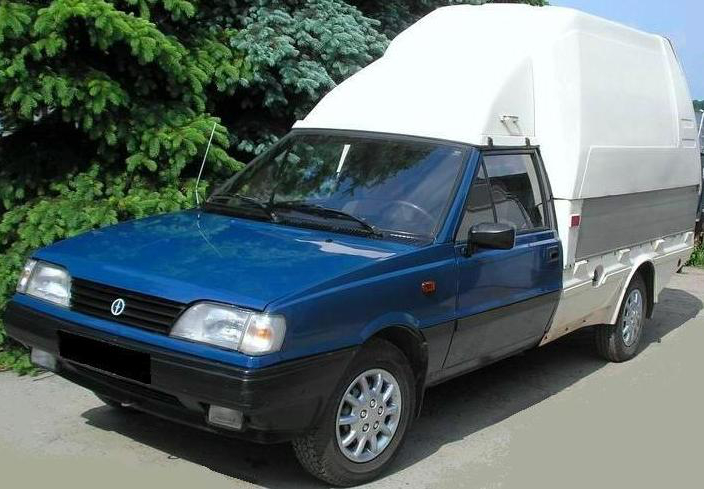
FSO Polonez Truck LB

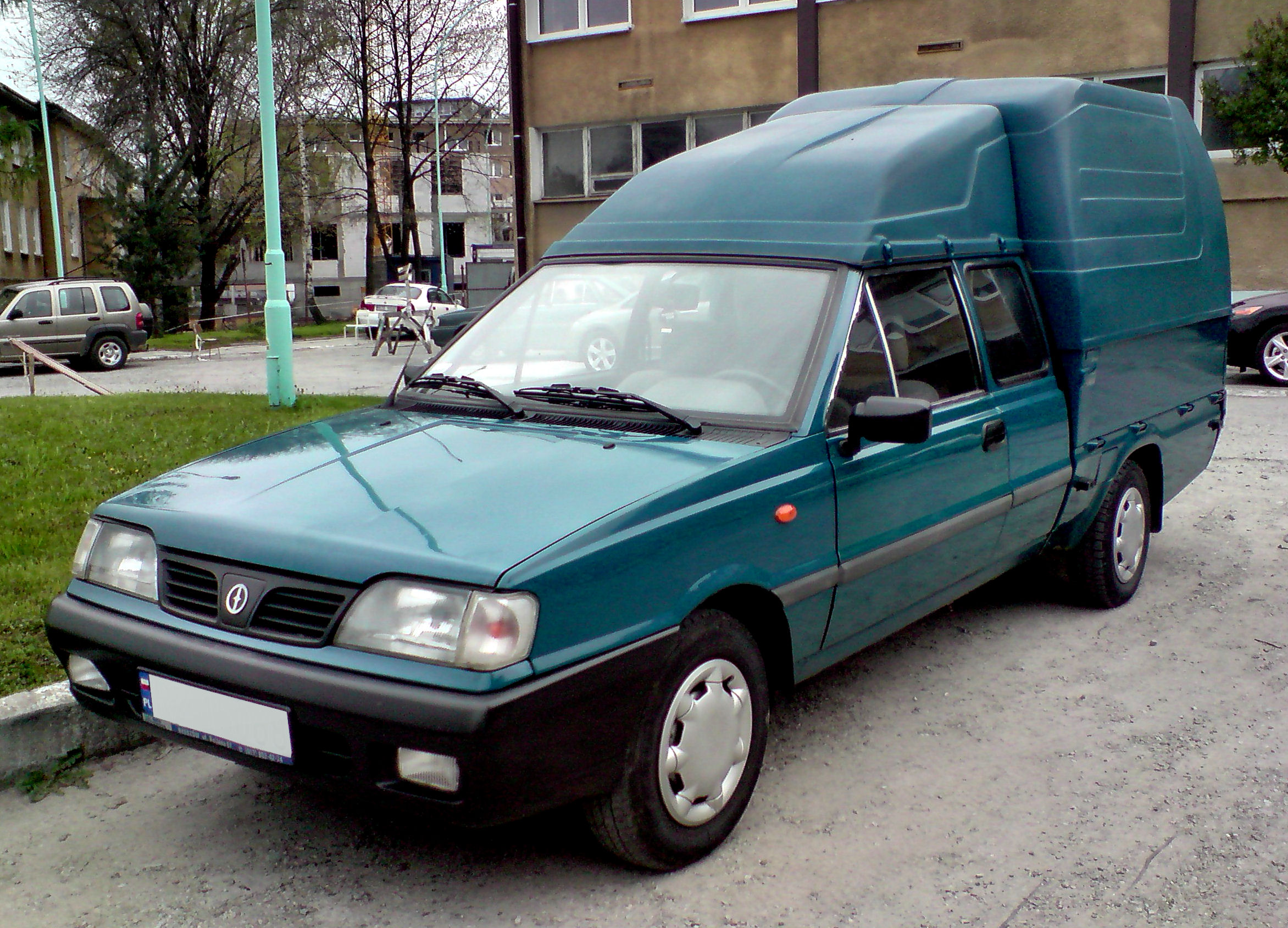
Daewoo-FSO Polonez Truck Plus DC

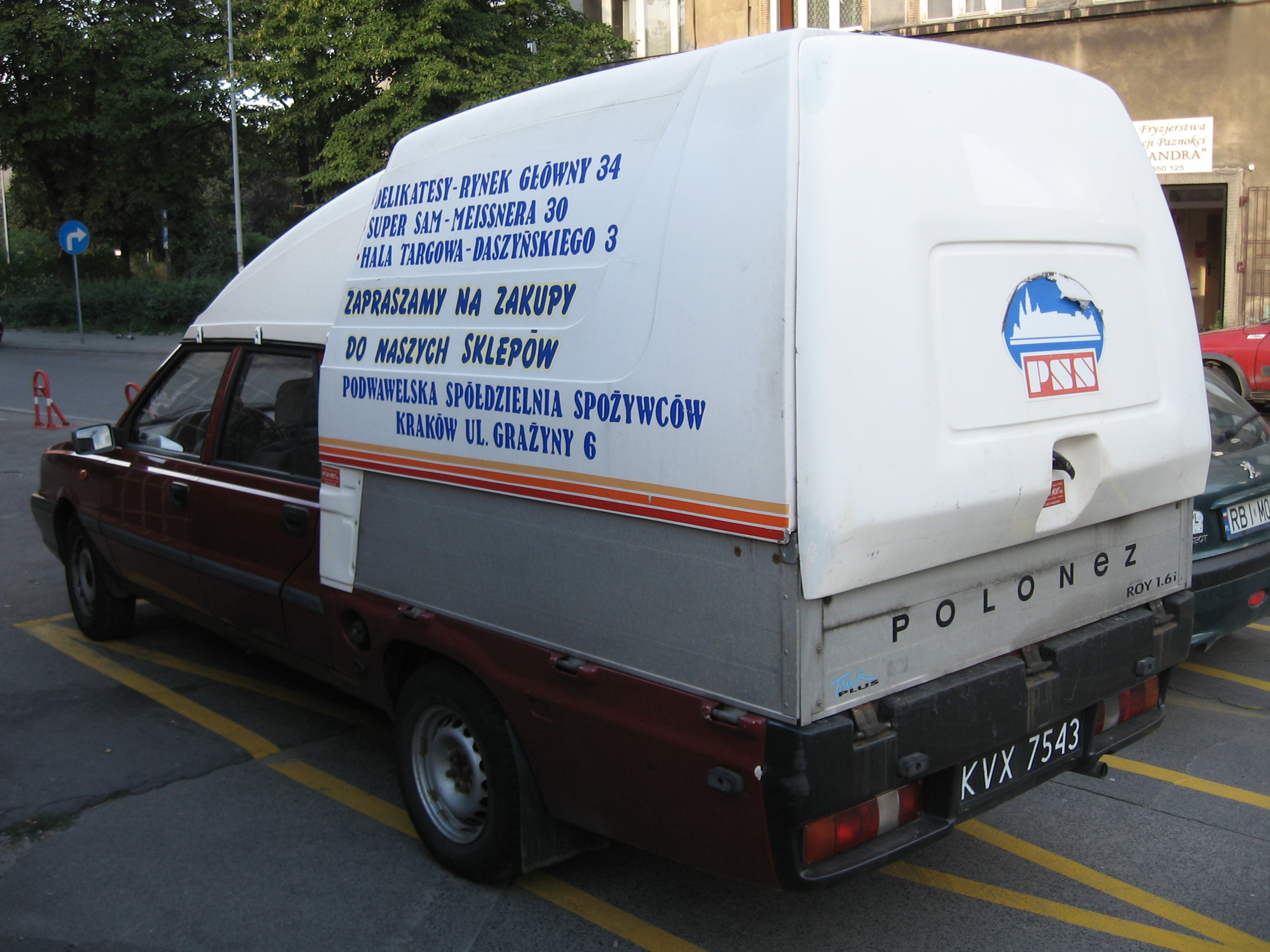
Daewoo-FSO Polonez Truck Plus Roy

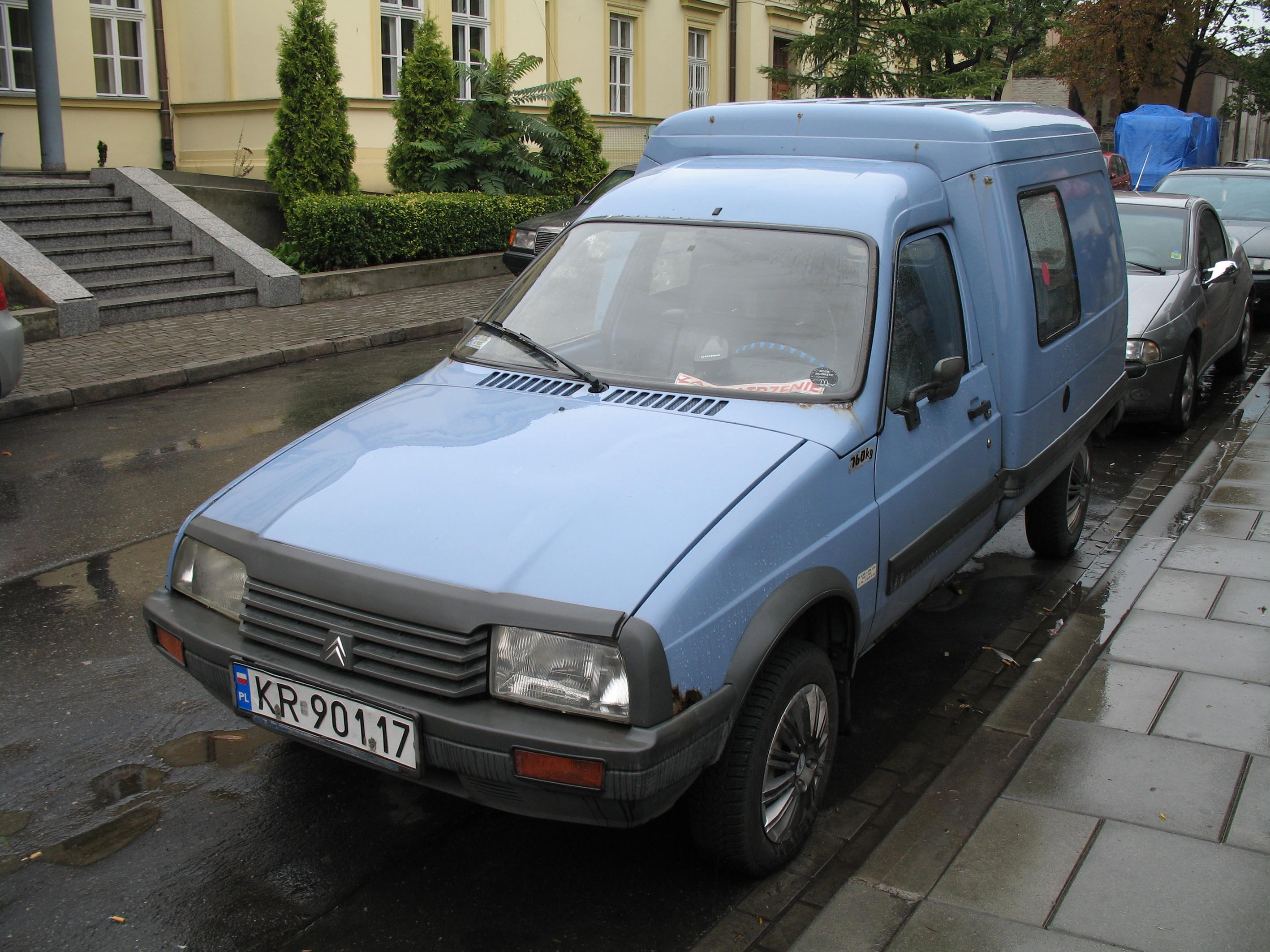
Citroën C15, montowany w ZSD w latach 1995–2001

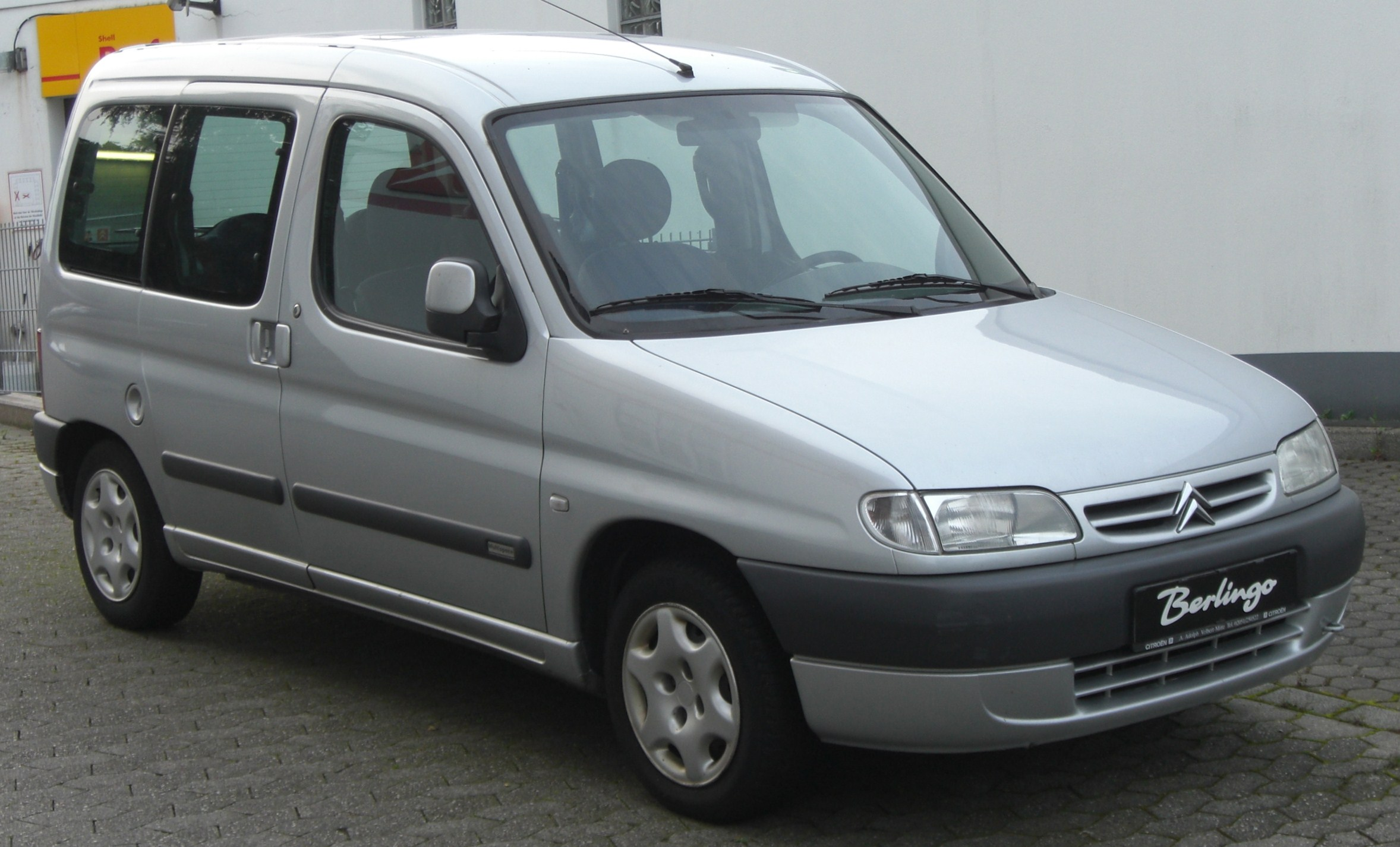
Citroën Berlingo I, montowany w ZSD w latach 1998–2002

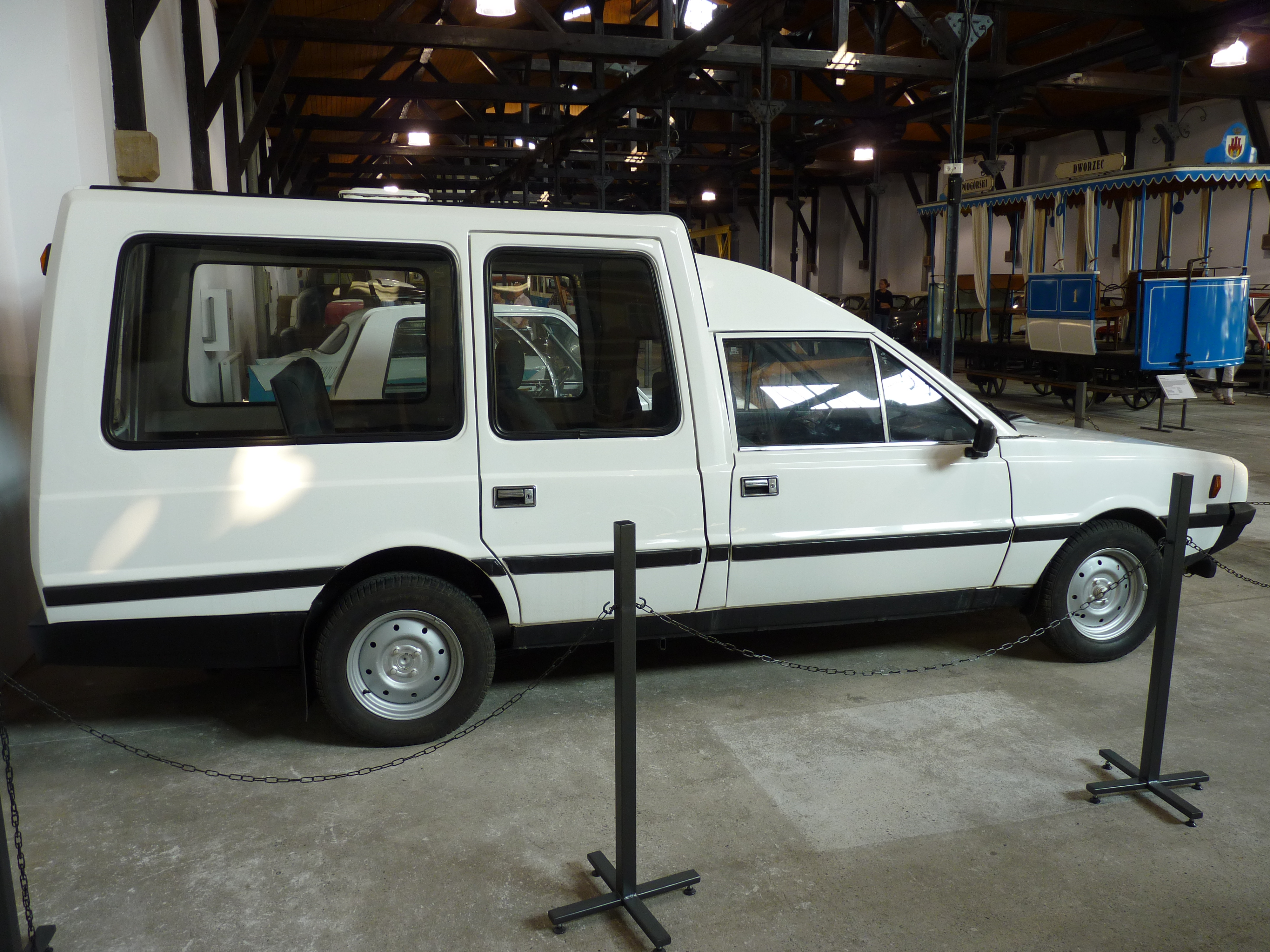
Prototyp FSO Polonez Van

Początki zakładu sięgają 1952 roku, gdy powołano w Nysie „Zakłady Budowy Nadwozi Samochodowych”. Wcześniej, w latach 1947–1951 w tym zakładzie, noszącym nazwę Fabryka Mebli Stalowych „Zachód”, wykonywano łóżka szpitalne, krzesła, biurka, szafy oraz kasy pancerne. Po decyzji o zmianie profilu przystąpiono do opracowania, a następnie produkcji nadwozi specjalnych i specjalizowanych przystosowanych do zabudowy na podwoziach samochodów ciężarowych Lublin 51, oraz Star 20. Budowano nadwozia furgonowe różnego przeznaczenia, a także nadwozia warsztatowe i kina objazdowe.
W 1953 roku rozpoczęto rozbudowę zakładu, w ramach której powstała nowa hala montażowa. W miarę rozwoju Polski coraz bardziej był odczuwalny brak małych samochodów dostawczych o ładowności do 1000 kg. Samochody tego rodzaju nie były wówczas wytwarzane nigdzie w Polsce, ani w krajach sąsiednich. Na przełomie lat 1956–1957 zdecydowano się na podjęcie prac nad takim właśnie pojazdem. W ten sposób powstała Nysa. W drugiej połowie lat 80. fabrykę przyłączono do Fabryki Samochodów Osobowych z Warszawy. Uruchomiła ona produkcję modelu FSO Polonez Truck.
W 1994 roku ZSD zakończyła produkcję Nysy. Lata 1996–2002 to okres, kiedy właścicielem był południowokoreański koncern GM Daewoo. Fabryka mogła się rozwijać, została sprywatyzowana i produkowała małe samochody dostawcze, m.in. Polonezy Truck Plus, a w ostatnim okresie montowała także Citroëny C15 i Berlingo. Kłopoty koncernu GM Daewoo nie pozostały bez echa dla nyskiego zakładu. Zakład zaczął mieć poważne problemy z płynnością finansową. Próbowano ratować zakład, przemianowując go na „Nysa Motor Sp. z o.o.” i bezskutecznie próbując przekształcić zakład w spółkę pracowniczą. 3 czerwca 2002 roku Sąd Gospodarczy w Opolu ogłosił upadłość Nysa Motor. Związkowcy zapowiedzieli, że nie przerwą protestu. W zakładzie część osób podjęła strajk głodowy. Ostatecznie jednak przerwano akcję protestacyjną. W listopadzie 2002 roku dzięki zamówieniom i sfinansowaniu produkcji przez dealerów Daewoo wyprodukowano partię 166 egzemplarzy Poloneza Truck Plus w wersji Roy z silnikiem 1.9D z części pozostających w magazynach producenta. Po raz kolejny produkcja została wznowiona w marcu 2003 roku również dzięki sfinansowaniu produkcji przez sprzedawców, polegającej na zapłacie za auta jeszcze przed wznowieniem procesu produkcyjnego. W ten sposób powstała ostatnia partia 288 Polonezów Truck Plus.

## Kalendarium
- 12 czerwca 1948 – powstała w Nysie Fabryka Mebli Stalowych – „Zachód”, w której produkowano meble stalowe takie jak szafy, kasy pancerne itp.[4]
- 1952 – zmieniono profil produkcji na budowę nadwozi samochodowych specjalnych (m.in. kinowozy, przewoźne bufety) na podwoziach samochodów Lublin-51 i Star.
- 1954 – zmieniono nazwę na „Zakłady Samochodowe”. Produkcja samochodów specjalnych trwała do 1958 roku.
- Pięć miesięcy później nastąpiła kolejna zmiana nazwy na „Zakłady Budowy Nadwozi Samochodowych w Nysie” (potocznie Nadwozia).
- 1957 – zapadła decyzja o uruchomieniu w Nysie produkcji samochodów dostawczych na bazie podzespołów samochodu FSO Warszawa.
- 1958 – rozpoczęto produkcję seryjną samochodu Nysa N-58. Oprócz podstawowej odmiany mikrobus powstawały także sanitarki i towos.
- 1959–1969 – trwał nieustanny proces modernizacyjny samochodu Nysa. Rosła produkcja, zwiększyła się gama odmian[4].
- 1968 – firma weszła w skład zjednoczenia Polmo, zmieniono nazwę zakładu na Fabryka Samochodów Dostawczych „Polmo” w Nysie (potocznie FSD i Polmo).
- 1970–1985 – na polskim rynku samochodów dostawczych, dominował samochód Nysa. Produkcja osiągnęła pułap 2,5 tys. samochodów miesięcznie, z czego połowa kierowana była na eksport. W latach 70. fabryka przeżywała okres największej prosperity. Samochody Nysa eksportowane były do 35 krajów. Wśród odbiorców były takie kraje jak: Irak, Sudan, Chiny, Egipt, Ghana, Kolumbia, Ekwador, Francja, Hiszpania, RFN oraz dawne kraje RWPG.
- 1986–1995 – Trwał proces łączenia fabryki z FSO, stała się zakładem FSO, fabryka otrzymała nazwę Fabryka Samochodów Osobowych, Zakład Samochodów Dostawczych w Nysie (potocznie ZSD).
- 1986 – zapadła decyzja budowy nowego samochodu dostawczego na bazie podzespołów samochodu osobowego FSO Polonez.
- 1988 – uruchomienie seryjnej produkcji samochodów FSO Polonez Truck[4].
- 1992 – do Nysy z FSO został oddelegowany dyrektor mgr Marian Smutkiewicz – wprowadził on program naprawczy, który w krótkim czasie przynosi pożądane efekty. Odwrócona została proporcja produkcji – dominującym wyrobem staje się dostawczy model Poloneza – Truck. Do produkcji trafiła nowa wersja Poloneza Truck, oparta na osobowym modelu Caro.
- 3 lutego 1994 – z taśm zjechała ostatnia Nysa o numerze 380 575. Zakład poddany został modernizacji, której ukoronowaniem było wybudowanie nowej linii kataforezy nadwozi. W kwietniu podpisany został kontrakt z francuskim przedsiębiorstwem Citroën na montaż samochodu dostawczego Citroën C15.
- 1995 – uruchomiony został montaż samochodu Citroën C15 (wersja 2- i 5-osobowa). Powstała nowa linia kataforezy połączona z zainstalowaniem sterowanej komputerowo oczyszczalni ścieków.
- 1996-1999 – spółka z południowokoreańskim koncernem Daewoo[4].
- 1996-1997 – zmodernizowano kotłownie (I i II etap).
- 1996 – do spółki z FSO przystąpił partner strategiczny – międzynarodowy koncern południowokoreański Daewoo, natomiast zakład w Nysie stał się jednym z oddziałów spółki o nazwie Daewoo-FSO Motor Spółka z o.o. – ZSD Nysa.
- 1997 – do produkcji wszedł zmodernizowany zgodnie z linią „Plus” Daewoo-FSO Polonez Truck Plus.
- 1998 – renegocjacja kontraktu z Citroënem: uruchomienie montażu samochodu Citroën Berlingo (2-osobowy i 5-osobowy).

Uzyskanie certyfikatu ISO 9002, oraz uzyskanie tytułu „Czystszej produkcji” w Polsce za 1998 rok. W fabryce pojawiła się nowa linia montażu samochodów Citroën oraz nowoczesna lakiernia nawierzchniowa.
- 1999 – modernizacja Poloneza Truck Plus, po której dostał handlowe oznaczenie P-105. Początek montażu samochodów Citroën Berlingo z drzwiami przesuwnymi[4].
- 2001 – w KRS została zarejestrowana spółka „Nysa Motor Spółka z Ograniczoną Odpowiedzialnością”
- czerwiec 2002 – zawieszono produkcję Poloneza Trucka Plus
- listopad 2002 – ponowne uruchomienie produkcji Trucka Plus, dzięki zamówieniom i sfinansowaniu produkcji przez dealerów GM Daewoo wyprodukowano partię 166 egzemplarzy w wersji ROY z silnikiem 1.9D z części pozostających w magazynach producenta[2].
- marzec 2003 – po raz kolejny produkcja została wznowiona, również dzięki sfinansowaniu produkcji przez sprzedawców polegającej na zapłacie za auta jeszcze przed wznowieniem procesu produkcyjnego. W ten sposób powstała ostatnia partia 288 Polonezów Truck Plus[3].
- maj 2003 – utworzona została spółka Polska Fabryka Samochodów, która miała produkować na terenie zakładów Nysa Motor miejskie auto Clic oraz Poloneza Trucka Plus, natomiast w późniejszym etapie jego mocno zmodernizowaną wersję Poltruck[5].
- 2004 – upadła spółka PFS, która dzierżawiła hale produkcyjne od Nysa Motor, jednak była wobec niej zadłużona z powodu niepłacenia za dzierżawę[6].
- 2007 – „Nysa Motor spółka z ograniczoną odpowiedzialnością” została wykreślona z KRS.